# Schaatsen op de Aziatische Winterspelen 1986
Schaatsen was een onderdeel van de Aziatische Winterspelen 1986 in Japan.
De wedstrijden werden gehouden tussen 1 en 4 maart op de ijsbaan Makomanai Skating Centre in Sapporo.
Er stonden negen onderdelen op de agenda; voor de mannen de 500, 1000, 1500, 5000 en 10.000 meter; voor de vrouwen waren het de 500, 1000, 1500 en 3000 meter.
Hoewel er op elke afstand vier schaatsers per land mee mochten doen, golden alleen de twee snelste tijden per land, waardoor nooit één land alle medailles zou kunnen winnen.

## Medailles
| Rang | Land        | Goud | Zilver | Brons | Totaal |
| ---- | ----------- | ---- | ------ | ----- | ------ |
| 1    | Japan       | 7    | 5      | 3     | 15     |
| 2    | China       | 1    | 1      | 3     | 5      |
| 3    | Zuid-Korea  | 1    | 1      | 2     | 4      |
| 4    | Noord-Korea | 0    | 2      | 1     | 3      |

## Mannen

### 500 meter
| Nr.    | Naam               | Land        | Tijd  |
| ------ | ------------------ | ----------- | ----- |
| Goud   | Akira Kuroiwa      | Japan       | 38,20 |
| Zilver | Na Yoon-soo        | Zuid-Korea  | 38,58 |
| Brons  | Bae Ki-tae         | Zuid-Korea  | 38,68 |
| 4      | Yoshihiro Kitazawa | Japan       | 38,89 |
| –      | Makoto Hirose      | Japan       | 38,93 |
| –      | Yasushi Kuroiwa    | Japan       | 39,02 |
| 5      | Kim Gwang-son      | Noord-Korea | 39,47 |
| –      | Hwang Ik-hwan      | Zuid-Korea  | 39,47 |
| 6      | Pan Dianzhong      | China       | 39,55 |

### 1000 meter
| Nr.    | Naam            | Land        | Tijd    |
| ------ | --------------- | ----------- | ------- |
| Goud   | Bae Ki-tae      | Zuid-Korea  | 1.20,22 |
| Zilver | Makoto Hirose   | Japan       | 1.20,37 |
| Brons  | Akira Kuroiwa   | Japan       | 1.20,67 |
| 4      | Hwang Ik-hwan   | Zuid-Korea  | 1.22,47 |
| 5      | Kim Gwang-son   | Noord-Korea | 1.23,20 |
| –      | Na Yoon-soo     | Zuid-Korea  | 1.23,29 |
| –      | Yasushi Kuroiwa | Japan       | 1.23,30 |
| –      | Yukihiro Mitani | Japan       | 1.23,88 |
| 6      | Cho Yong-chol   | Noord-Korea | 1.24,16 |

### 1500 meter
| Nr.    | Naam             | Land        | Tijd    |
| ------ | ---------------- | ----------- | ------- |
| Goud   | Yukihiro Mitani  | Japan       | 2.01,46 |
| Zilver | Munehisa Kuroiwa | Japan       | 2.01,92 |
| –      | Yuya Sakai       | Japan       | 2.02,16 |
| Brons  | Hwang Ik-hwan    | Zuid-Korea  | 2.02,32 |
| –      | Kimihiro Hamaya  | Japan       | 2.03,21 |
| 4      | Song Haiyu       | China       | 2.03,49 |
| 5      | Bae Ki-tae       | Zuid-Korea  | 2.03,53 |
| –      | Na Yoon-soo      | Zuid-Korea  | 2.03,74 |
| 6      | Cho Yong-chol    | Noord-Korea | 2.03,78 |

### 5000 meter
| Nr.    | Naam               | Land        | Tijd    |
| ------ | ------------------ | ----------- | ------- |
| Goud   | Masahito Shinohara | Japan       | 7.20,83 |
| Zilver | Lim Li-bin         | Noord-Korea | 7.28,37 |
| Brons  | Munehisa Kuroiwa   | Japan       | 7.30,17 |
| –      | Yuya Sakai         | Japan       | 7.32,00 |
| 4      | Lu Shuhai          | China       | 7.33,71 |
| 5      | Kim Gwang-hyun     | Noord-Korea | 7.33,78 |
| –      | Toshiaki Imamura   | Japan       | 7.35,63 |
| 6      | Kim Kwan-kyu       | Zuid-Korea  | 7.37,75 |

### 10.000 meter
| Nr.    | Naam               | Land        | Tijd     |
| ------ | ------------------ | ----------- | -------- |
| Goud   | Munehisa Kuroiwa   | Japan       | 15.22,08 |
| Zilver | Toshiaki Imamura   | Japan       | 15.31,85 |
| –      | Masahito Shinohara | Japan       | 15.34,29 |
| Brons  | Lu Shuhai          | China       | 15.37,03 |
| 4      | Kim Kwan-kyu       | Zuid-Korea  | 15.53,80 |
| 5      | Park Jin-hyeon     | Zuid-Korea  | 15.59,34 |
| 6      | Lim Li-bin         | Noord-Korea | 16.02,22 |

## Vrouwen

### 500 meter
| Nr.    | Naam            | Land        | Tijd  |
| ------ | --------------- | ----------- | ----- |
| Goud   | Seiko Hashimoto | Japan       | 41,68 |
| Zilver | Shoko Fusano    | Japan       | 42,53 |
| –      | Akemi Tanaka    | Japan       | 42,73 |
| Brons  | Ye Qiaobo       | China       | 43,03 |
| 4      | Park Gum-hyon   | Noord-Korea | 43,16 |
| 5      | Choi Seung-yoon | Zuid-Korea  | 43,45 |
| 5      | Song Hwa-seon   | Noord-Korea | 43,45 |

### 1000 meter
| Nr.    | Naam           | Land        | Tijd    |
| ------ | -------------- | ----------- | ------- |
| Goud   | Wang Xiuli     | China       | 1.27,56 |
| Zilver | Han Chun-ok    | Noord-Korea | 1.27,96 |
| Brons  | Shoko Fusano   | Japan       | 1.30,07 |
| 4      | Akemi Tanaka   | Japan       | 1.30,84 |
| 5      | Zhang Qing     | China       | 1.30,97 |
| –      | Chizuko Horata | Japan       | 1.31,30 |
| –      | Ye Qiaobo      | China       | 1.31,57 |
| 6      | Park Gum-hyon  | Noord-Korea | 1.31,57 |

### 1500 meter
| Nr.    | Naam            | Land        | Tijd    |
| ------ | --------------- | ----------- | ------- |
| Goud   | Seiko Hashimoto | Japan       | 2.10,43 |
| Zilver | Wang Xiuli      | China       | 2.11,62 |
| Brons  | Ye Qiaobo       | China       | 2.14,02 |
| 4      | Song Hwa-seon   | Noord-Korea | 2.15,02 |
| 5      | Chizuko Horata  | Japan       | 2.15,09 |
| 6      | Park Gum-hyon   | Noord-Korea | 2.15,21 |

### 3000 meter
| Nr.    | Naam           | Land        | Tijd    |
| ------ | -------------- | ----------- | ------- |
| Goud   | Keiko Asao     | Japan       | 4.44,98 |
| Zilver | Natsue Seki    | Japan       | 4.48,20 |
| Brons  | Han Chun-ok    | Noord-Korea | 4.49,44 |
| 4      | Wang Xiuli     | China       | 4.49,53 |
| 5      | Bai Jiaxin     | China       | 4.50,39 |
| –      | Zhang Qing     | China       | 4.51,22 |
| –      | Chizuko Horata | Japan       | 4.52,16 |
| 6      | Song Hwa-seon  | Noord-Korea | 4.52,66 |

1986 Sapporo · 
1990 Sapporo · 
1996 Harbin · 
1999 Gangwon-do · 
2003 Aomori · 
2007 Changchun · 
2011 Astana · 
2017 Sapporo · 
2025 Harbin